# Millerettidae
Millerettidae – grupa wymarłych anapsydów, które żyły w Południowej Afryce w górnym permie. Były małe, owadożerne i prawdopodobnie przypominały wyglądem i trybem życia współczesne jaszczurki.
Rodzaje:
- Broomia
- Heleophilus
- Milleretoides
- Milleretta
- Millerettops
- Milleropsis
- Millerozaur
- Nanomilleretta